# ميغاترون

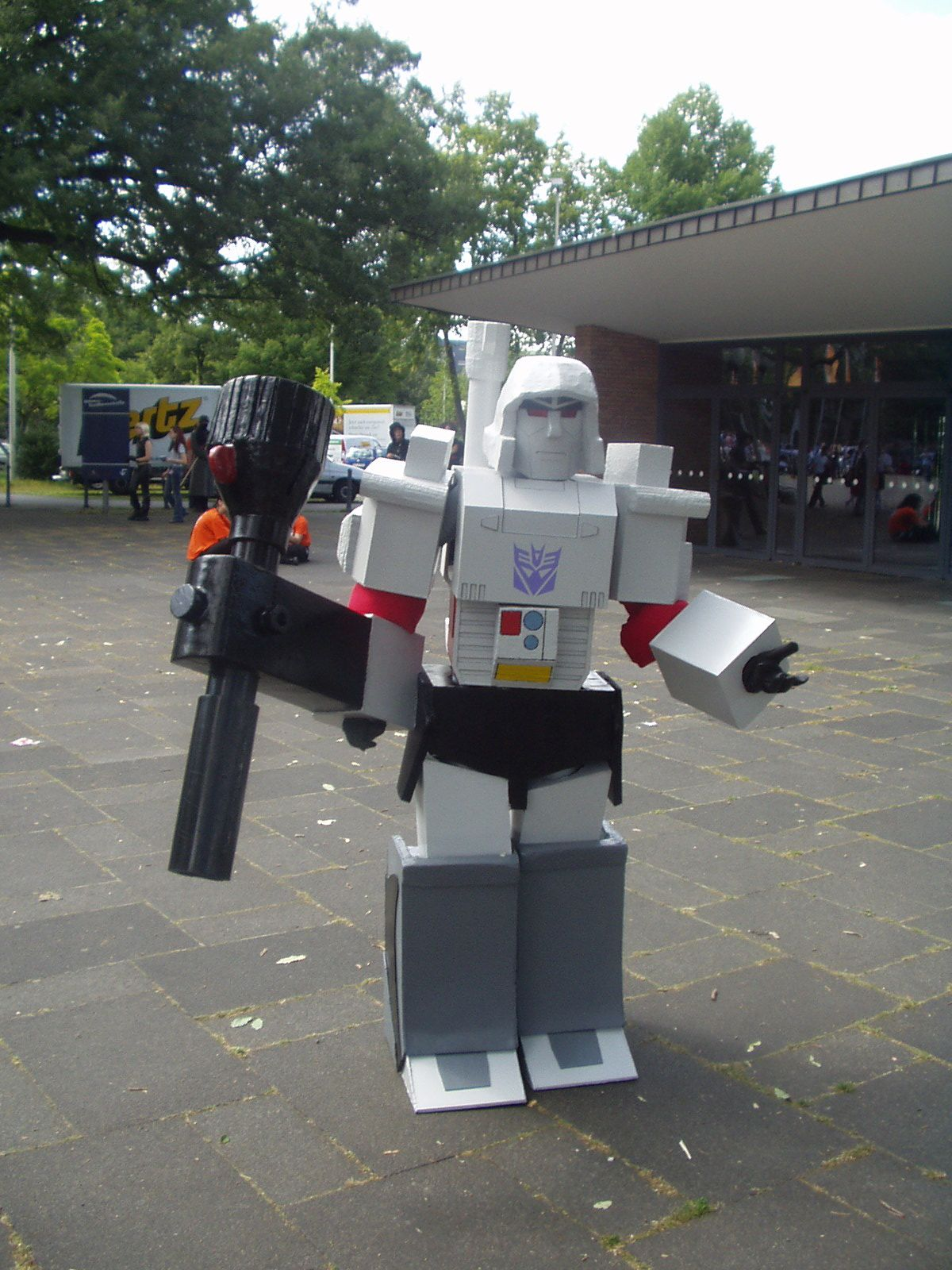
شخصية ميجاترون من سلسلة "ترانسفورمرز" يؤديها كوسبلاير في مهرجان Animagic سنة 2007.

ميغاترون (بالإنجليزية: Megatron) هي شخصية خيالية موجودة في سلسلة المتحولون الذي أنشأته شركة الألعاب الأمريكية هاسبرو في عام 1984، بناءًا على تصميمات من شركة ألعاب يابانية تاكارا. يعتبر ميغاترون زعيم وقائد الديسيبتيكون، فصيل خيالي من أشكال الحياة الروبوتية المركبة ذاتية التكوين من كوكب يدعى سايبرترون. هو بمثابة خصم لزعيم الأوتوبوت الذي يدعى أوبتيموس برايم. عادة ما يصور ميغاترون على أنه انتفض من كونه عاملاً متواضعًا ليصبح بطلاً في القتال. وبصفته مصارعًا، أخذ الاسم الأسطوري «ميغاترونوس» كاسمه الخاص كقائد، حاول إصلاح نظام الحكم في سايبرترون الفاسد وإنهاء نظامها الطبقي غير العادل. وقام بإرشاد الشاب أوريون باكس وتعليمه للقيم، وقد دافعوا معًا عن المضطهدين واعتبرا بأن حرية تقرير المصير كانت حقًا لجميع الكائنات الحية. أصبح أوريون باكس لاحقًا أوبتيموس برايم استخدم جل تعاليم ميغاترون ضده عندما أصبح شريرا. يمكن أن يتحول ميغاترون إلى ثلاثة أنواع من الأسلحة: مسدس Walther P38، ومدفع شعاع الجسيمات، ومدفع ليزر تلسكوبي. لديه القدرة على التحول بين شكله الآلي والعديد من الأسلحة أو المركبات، لكن هذه «الأوضاع البديلة»، وأصوله وحتى شخصيته، يمكن أن تختلف اعتمادًا على «الكون» أو النسخة الذي صور فيها.